# Gerard Joseph Armstrong
Gerard Joseph Armstrong, conegut com a Gerry Armstrong, (Belfast, 1954) és un exfutbolista nord-irlandès.

## Carrera esportiva
Armstrong passà la major part de la seva trajectòria esportiva a Anglaterra a clubs com el Tottenham Hotspur, on debutà als 22 anys, Watford FC, West Bromwich Albion, Chesterfield i Brighton & Hove Albion.
Amb la selecció nord-irlandesa disputà la Copa del Món de 1982 on reeixí brillantment, marcant un gol enfront Hondures i un contra els amfitrions, Espanya, que donà la victòria a la seva selecció i la classificació per a la següent ronda eliminatòria com a primera de grup. La selecció quedà eliminada a la segona ronda, tot i un nou gol d'Armstrong enfront França. Fou el quart màxim golejador del torneig darrere de grans noms com Paolo Rossi, Karl-Heinz Rummenigge i Zico. També disputà la Copa del Món de Mèxic 1986.
La seva brillant actuació al Mundial d'Espanya el portà a fitxar pel RCD Mallorca entre 1983 i 1985.

## Trajectòria
Va representar a la selecció d'Irlanda del Nord i es va guanyar gran part de la seva fama durant el Mundial del '82 celebrat a Espanya. En aquesta cita, Gerry va ser el màxim golejador britànic, així com de la seva petita però brava nació. A nivell domèstic, Armstrong va créixer sent seguidor de l'equip anglès del Leeds United, començant la seva trajectòria esportiva a Irlanda del Nord amb l'equip del seu barri, St Paul's Swifts. No obstant això, Gerry va començar a jugar a futbol en la seva adolescència després d'una sanció que va patir en el Futbol Gaèlic (una versió local del rugbi federat), de manera que el noi va sentir que el seu tardà començament en el futbol fos un desavantatge significativa. Posteriorment va marxar a jugar a Cromac Albion i al Bangor. El novembre de 1975 Armstrong es va traslladar a Anglaterra per fitxar pel Tottenham, que va pagar uns 25.000 euros pels seus serveis. Va debutar amb els spurs en una derrota per 3-1 al camp de l'Ipswich Town, el 21 d'agost del 76, als 22 anys. El club va baixar a Segona Divisió a final de temporada (76/77), amb Armstrong marcant tres gols en 21 partits per als londinencs. A la temporada següent, l'equip va tornar a pujar amb Armstrong marcant dos gols en 19 partits. El novembre de 1980 va ser fitxat per un segona divisió, el Watford, que va pagar 250.000 euros per ell. Els vespons (sobrenom d'aquest club) van aconseguir l'ascens a primera divisió en la temporada 81/82 i va ser, precisament, Armstrong qui va marcar el primer gol del club de Hertfordshire en l'elit nacional. L'agost del '83 va fitxar pel Mallorca per 200.000 de les antigues pessetes. El seu fitxatge per l'equip vermelló va arribar en part després del gol que li va ficar a la selecció espanyola al Mundial '82, per la qual cosa es va convertir en l'enemic número 1 de les aficions rivals.
Va representar a la selecció d'Irlanda del Nord i es va guanyar gran part de la seva fama durant el Mundial del '82 celebrat a Espanya. En aquesta cita, Gerry va ser el màxim golejador britànic, així com de la seva petita però brava nació. A nivell domèstic, Armstrong va créixer sent seguidor de l'equip anglès del Leeds United, començant la seva trajectòria esportiva a Irlanda del Nord amb l'equip del seu barri, St Paul's Swifts. No obstant això, Gerry va començar a jugar a futbol en la seva adolescència després d'una sanció que va patir en el Futbol Gaèlic (una versió local del rugbi federat), de manera que el noi va sentir que el seu tardà començament en el futbol fos un desavantatge significativa. Posteriorment va marxar a jugar a Cromac Albion i al Bangor. El novembre de 1975 Armstrong es va traslladar a Anglaterra per fitxar pel Tottenham, que va pagar uns 25.000 euros pels seus serveis. Va debutar amb els spurs en una derrota per 3-1 al camp de l'Ipswich Town, el 21 d'agost del 76, als 22 anys. El club va baixar a Segona Divisió a final de temporada (76/77), amb Armstrong marcant tres gols en 21 partits per als londinencs. A la temporada següent, l'equip va tornar a pujar amb Armstrong marcant dos gols en 19 partits. El novembre de 1980 va ser fitxat per un segona divisió, el Watford, que va pagar 250.000 euros per ell. Els vespons (sobrenom d'aquest club) van aconseguir l'ascens a Primera Divisió en la temporada 81/82 i va ser, precisament, Armstrong qui va marcar el primer gol del club de Hertfordshire en l'elit nacional. L'agost del '83 va fitxar pel Mallorca per 200.000 de les antigues pessetes. El seu fitxatge per l'equip vermelló va arribar en part després del gol que li va ficar a la selecció espanyola al Mundial '82, per la qual cosa es va convertir en l'enemic número 1 de les aficions rivals.
Armstrong va tornar a Anglaterra a l'agost de 1985 per signar pel West Bromwich Albion, gratis. El gener de l'any següent va ser cedit al Chesterfield, al qual es va unir en propietat des del març. Cinc mesos després, va fitxar pel Brighton, també sense cap cost. El gener del '87, va ser cedit de nou, però aquesta vegada al Millwall, el club del sud-est de Londres. El 1988, Armstrong va esdevenir jugador-entrenador del Brighton, però va deixar el club després d'un altercat amb un seguidor. El febrer del '89 va repetir lloc i incident amb la grada al Crawley Town, d'on va sortir el març de l'any següent. Aquest mateix mes s'uneix al Glenavon com a jugador i, a l'abril, el va compaginar amb partits a mitjan setmana amb el Bromley.
A nivell internacional, l'abril de 1976, durant la seva primera temporada al futbol anglès, Armstrong va fer el seu debut per a la selecció d'Irlanda del Nord. Va jugar al costat de George Best a una derrota per 5-0 en un amistós contra Alemanya. Més tard, Armstrong va ser seleccionat per a la plantilla final d'Irlanda del Nord que jugaria al Mundial 1982, a Espanya. Després d'un empat sense gols en el primer partit contra Iugoslàvia, Armstrong va marcar el gol inicial de l'empat a un contra Hondures. En la tercera trobada, Irlanda del Nord necessitava guanyar per passar a la següent fase i aquí va ser quan Armstrong va marcar, en el minut 47, el gol contra els amfitrions a Mestalla. Els de l'Ulster, fins i tot, van patir l'expulsió de Mal Donaghy però després del xiulet final el seu gol va ser l'únic que va pujar a l'electrònic. En la segona fase, una altra ronda de grups, van empatar un partit dels tres possibles amb Armstrong marcant el gol de l'honor a la derrota per 4-1 davant França. Per les seves gestes al mundial de terres espanyoles, Armstrong va guanyar la Bota d'Or al millor jugador Britànic de la competició, ja que, Anglaterra i Escòcia també van participar. Armstrong va ser el quart màxim golejador del torneig per darrere de Paolo Rossi, Karl-Heinz Rummenigge i Zico.
Armstrong va jugar després per al seu país al Mundial de 1986 a Mèxic però no va arribar a marcar en tot el torneig. Irlanda del Nord va empatar contra Algèria després de caure davant Espanya. La golejada per 3-0 davant el Brasil va suposar la fi de la trajectòria internacional d'Armstrong.
Després de la seva retirada, Armstrong ha estat exercint en el periodisme esportiu en diferents mitjans. Actualment, és comentarista dels partits de la lliga espanyola per a la cadena Sky Sports, on ha criticat obertament la quantitat de teatre i piscinazos que abunden en el futbol modern. També, va narrar el Mundial de 2006 per a la ESPN a Àsia i les trobades de la seva selecció durant la fase de classificació de l'Eurocopa 2008 a la BBC.